# 호암 공학상
호암 공학상(湖巖 工學賞)은 호암재단이 주관하는 상인 호암상의 시상 부문 가운데 하나이다. 공학 및 응용기술 분야에서 탁월한 업적을 이룩한 대한민국 국민 또는 한국계 외국인에게 수여된다. 1994년에 호암 과학기술상(현재의 호암 과학상)에서 분리되어 신설되었다.

## 역대 수상자
- 1994년: 이태양
- 1995년: 윤덕용
- 1996년: 한창대
- 1997년: 서남표
- 1998년: 황선탁
- 1999년: 한홍택
- 2000년: 진성호
- 2001년: 이동녕
- 2002년: 김정빈
- 2003년: 김용민
- 2004년: 유두영
- 2005년: 김경석
- 2006년: 신강근
- 2007년: 엄창범
- 2008년: 승현준
- 2009년: 정덕균
- 2010년: 이평세
- 2011년: 토머스 리
- 2012년: 현택환
- 2013년: 김상태
- 2014년: 이상엽
- 2015년: 김창진
- 2016년: 오준호
- 2017년: 장진
- 2018년: 박남규
- 2019년: 앤드루 강
- 2020년: 임재수
- 2021년: 조경현
- 2022년: 차상균
- 2023년: 선양국
- 2024년: 이수인
- 2025년: 김승우